# Staurolite
La staurolite è un minerale, sub nesosilicato di alluminio e ferro. Si presenta spesso in cristalli a forma di croce greca se l'angolo tra le braccia è di 90° o di croce di Sant'Andrea se gli angoli sono di 60°/120°. La staurolite è frequente come minerale accessorio nei scisti cristallini con granati, cianite, tormalina. Grazie alla sua forte resistenza agli agenti fisici e chimici si accumula nei sedimenti alluvionali. Grossi cristalli provengono da Moravia dalla Aschaffenburg, Germania Baviera e da varie località degli USA. Limpidi cristalli provengono dal Pizzo Forno Svizzera, abbondanti i cristalli nei micascisti del Lago di Como, del Trentino e della Valtellina.

## Etimologia
Il termine staurolite deriva dal greco Stauros che significa croce, in riferimento alla tipica forma dei geminati.

## Abito cristallino
Tabulare. Cristalli prismatici con frequenti geminati a croce di due tipologie.

## Origine e giacitura
Il minerale si forma come metamorfizzazione di rocce sedimentarie di alluminio a temperature medie associata a minerali del tipo paragonite, cianite e granato.

Meno comunemente il minerale ha origini pegmatitica o mediante metamorfismo di contatto.
Il minerale si trova nelle sabbie alluvionali come deposito di microcristalli disgregati da rocce madri che contenevano il minerale stesso.

## Forme in cui si presenta in natura
I cristalli generalmente sono bi-geminati (i cristalli sono geminati a croce ad angolo retto o acuto o ottuso). Generalmente le superfici sono rugose con patina di alterazione.

## Caratteristiche chimico-fisiche
Composizione semplificata:

M2+4Al18Si8O46(OH)2
In questa formula M2+ indica i due cationi liberi, ferro bivalente (Fe2+), magnesio (Mg2+), zinco (Zn2+) e cobalto (Co2+) in proporzioni di miscela arbitrari. A differenza del tenore di questi componenti si differenziano quattro tipi di Staurolite: 
- Ferrostaurolite: Fe2+4Al18Si8O46(OH)2
- Magnesiostaurolite: Mg2+4Al18Si8O46(OH)2
- Zincostaurolite: Zn2+4Al18Si8O46(OH)2
- Cobaltostaurolite: Co2+4Al18Si8O46(OH)2

Cristallizza nel sistema monoclino nel settore C2/m.
- Peso molecolare: 811.89 grammomolecole[1]
- Densità di elettroni:3.59 g/cm³[1]
- Indici quantici[1]:
  - Ferioni:0,0089329161
  - bosoni:0,9910670839
- Indici di fotoelettricità[1]:
  - PE:4.22 barn/elettroni
  - ρ: 15.15 barn/cm³
- Indice di radioattività: GRapi:0 (Il minerale non è radioattivo)[1]

### Struttura

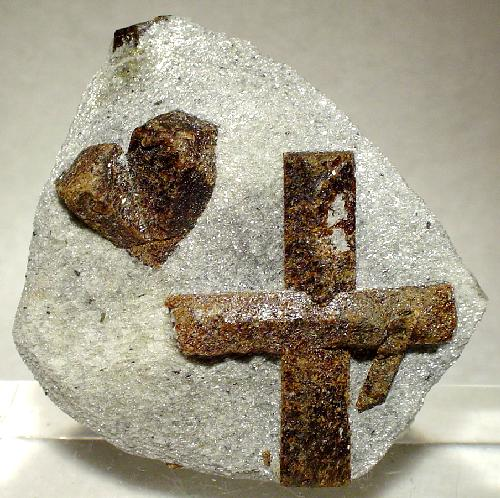
Cristallo a forma di croce greca

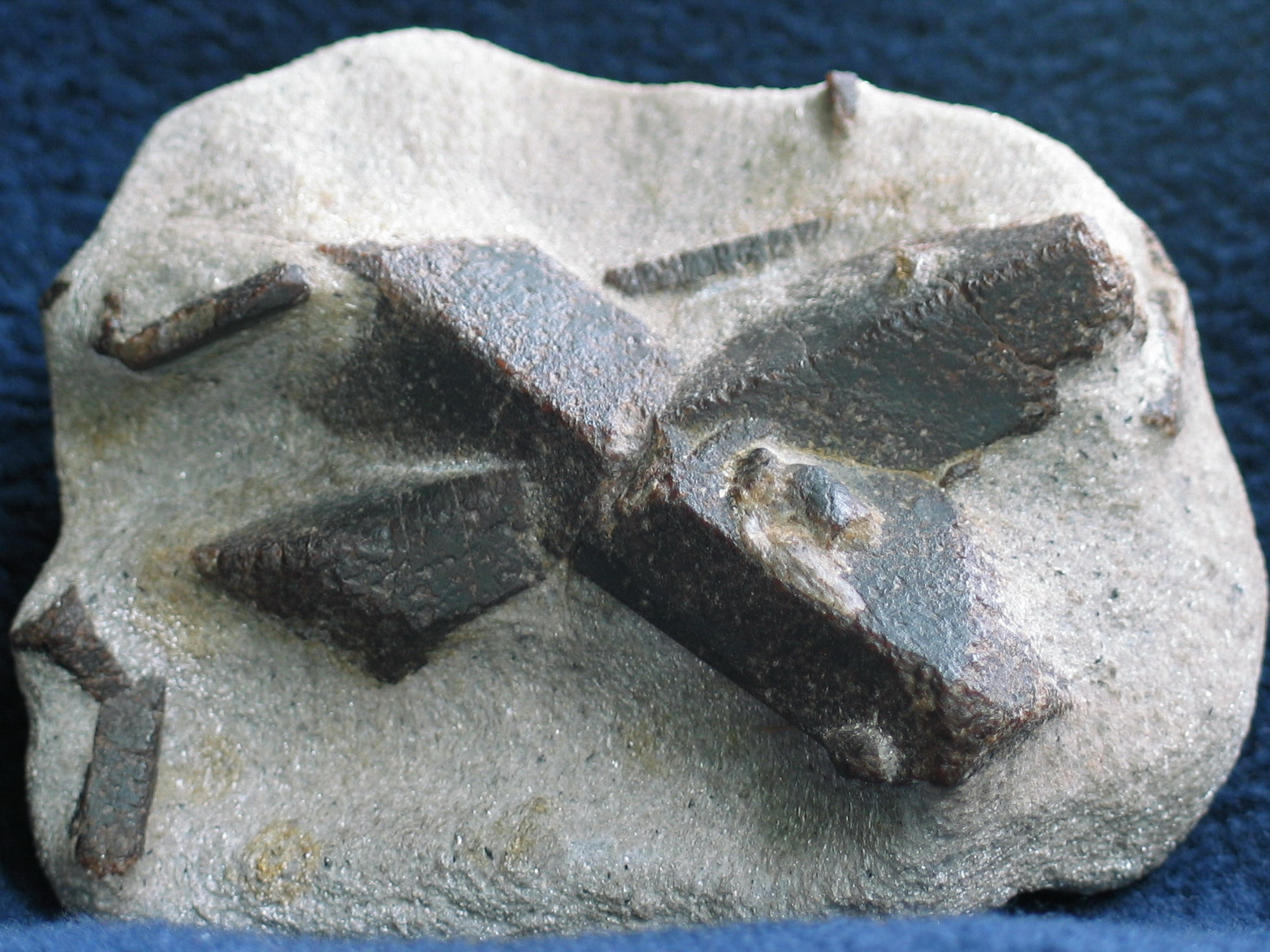
Cristallo a forma di croce di Sant'Andrea

La Staurolite é è uno dei pochi silicati nei quali i cationi bivalenti liberi appaiono nella coordinazione tetraedrica. Questo ha un effetto chiaramente visibile, le stauroliti ferrose sono di colore giallo bruno, mentre che i minerali con ioni di ferro bivalenti in una coordinazione ottaedrica sono di un intenso colore verde. Meno evidente è che la staurolite rappresenta una eccezione a una delle regole della formazione dei cristalli, la regola della coordinazione di pressione: essa stabilisce che con l'aumento della pressione il numero degli anioni coordinati ad un catione aumenta, in base a un numero preciso. La Staurolite si forma durante metamorfismo sotto pressione litostatica crescente, ma il risultato di questa trasformazione, al contrario della regola, è una diminuzione del numero di coordinazione dei cationi.

#### Posizioni degli atomi
La struttura delle stauroliti può essere descritta con buona approssimazione come la struttura di atomi cubica più compatta con due anioni di ossigeno (O2-). I catodi si posizionano tra le lacune degli anioni di ossigeno. Nella composizione più compatta di questa forma cubica, le lacune tra i cationi, in questo caso di ossigeno, si possono formare solo in due modi.
- In una forma tetraedrica dove gli spazi si trovano tra quattro anioni, in questo caso gli atomi di ossigeno si trovano sugli angoli di un tetraedro
- In una forma ottaedrica dove gli spazi si formano tra sei anioni di ossigeno, in questo caso gli atomi di ossigeno si trovano sugli angoli di un ottaedro.

Nella struttura delle stauroliti, esse sono deformate. Gli spazi tra gli atomi dell'ottaedro non essendo grandi uguali permettono di formare un ottaedro ideale. Lo stesso vale per gli spazi del tetraedro. La struttura delle stauroliti non è cubica ma monoclinina, l'angolo monoclino varia tra 90.0° e 90.64°.
I differenti cationi che compongono la staurolite si distribuiscono principalmente in conformità alle loro dimensioni. Le stauroliti mostrano due differenti lacune nella forma tetraedrica:
- La lacuna T1 contiene tutti gli ioni di silicio (Si4+) e dei piccoli quantitativi di ioni alluminio(Al3+). Questa formazione è completamente chiusa.
- La lacuna T2 che contiene la maggior parte dei cationi bivalenti (Fe2+, Mg2+, Zn2+, Co2+). In questo caso non sempre la formazione è completamente chiusa, ciò significa che esistono tetraedri T2 con vuoti.

A fianco delle lacune dei tetraedri ci sono quattro posizioni differenti di ottaedri: 
- Le lacune M1A e M1B contengono ioni di alluminio (Al3+) come piccole quantità di cationi bivalenti, soprattutto magnesio. Queste posizioni sono interamente chiuse.
- La lacuna M2: stessa situazione come per M1a e M1B.
- Le lacune M3A e M3B contengono ioni di alluminio(Al3+) come piccole quantità di cationi bivalenti, soprattutto magnesio. Queste posizioni sono solo parzialmente occupate. La distribuzione dei cationi e dei vuoti in M3- nella posizione ottaedra M3A e M3B è responsabile delle variazioni dell'angolo monoclino β di un ordine completo, questo significa che M3A è completamente occupata da cationi e M3B è completamente vuota, raggiungendo in β il suo angolo massimo di 90,64°. Nella distribuzione perfettamente uguale dei cationi e dei vuoti in M3A- e M3B- l'ottaedro torna in β a 90,0°. In questo stato la staurolite raggiunge la simmetria ortorombica nel settore Ccmm.
- Le lacune M4A e M4B contengono delle deboli quantità di cationi bivalenti o sono vuote.

## Utilizzi
Il minerale viene utilizzato a scopo collezionistico e gemmologico. Viene utilizzato anche per studiare il tipo di metamorfismo delle rocce che la costituiscono.

## Pietre di Coadry
Le pietre di Coadry, dette anche pietre di Coray, pietre di croce, crocette di Bretagna o “croci di fata”, sono delle stauroliti con cristalli a forma di croce (detta appunto croce "Pietra di Coadry"). La composizione di massima di queste pietre è la seguente: 33% di silice, 48% d'alluminio, 2% di magnesio, 17% di sesquiossido di ferro. Le pietre di Coadry sono ritenute un potente portafortuna e sono spesso incastonate anche in gioielli e bigiotteria.
Questi cristalli sono frequenti nel comune francese di Scaër e in particolare nei pressi della cappella di Coadry, da cui prendono il nome.

## Località di ritrovamento
- In Europa: Pizzo Forno in Svizzera[3][4]; Baviera (Germania)[3]; Loch Ness (Scozia)[4]; Morbihan in Bretagna (Francia)[4]; Moravia (Repubblica Ceca)[3];
  - In Italia: Val di Vizze, Val Passiria (Alto Adige)[3], presso il lago di Como[3]; Monte Legnone (provincia di Como)[4]; Valtellina (provincia di Sondrio)[4];
- In America:  Pilar nel Nuovo Messico ed in (Georgia (Stati Uniti d'America) (Stati Uniti)[3][4]; Minas Gerais (Brasile)[4].

In Russia: Semiostrovye, Western Keivy, Penisola di Kola.